# الوحدة الفرعية لبهانجا
بهانجا (بالبنغالية: ভাঙ্গা)‏ هي وحدة فرعية من منطقة فريدبور في مقاطعة دكا، بنغلاديش.

## الجغرافية
تقع بهانجا في23°23′00″N 89°59′00″E / 23.3833°N 89.9833°E . وتضم 41463 أسرة وتبلغ مساحتها الإجمالية 216.34 كم 2 .

## التركيبة السكانية
اعتبارًا من تعداد بنغلاديش لعام 1991 ، يبلغ عدد سكان بهانجا 214702 نسمة. يشكل الذكور 50.23٪ من السكان، والإناث 49.77٪. يبلغ عدد سكان الوحدة الفرعية ثمانية عشر عامًا 105762. يبلغ متوسط معدل معرفة القراءة والكتابة في بهانجا 25.7 ٪ (7+ سنوات)، والمتوسط الوطني البالغ 32.4 ٪ من المتعلمين. كود بهانجا: 01
الرمز البريدي: 7830 02. الرمز البريدي: ..... 03. كود ثانا: 21352441

## الإدارة
تنقسم الوحدة الفرعية لبهانجا إلى بلدية بهانجا و 12 اتحادًا: الجي وازمنجور وتشاندرا وتشمردي وقورا وهميردي وكالامريدا وكاولبيرا ومانيكاده وناصرعباد ونورولجوني وتوجيربور. تنقسم الاتحاد إلى 136حي و 206 قرية. 
تنقسم بلدية بهانجا إلى 9 أجنحة و 26 محل. 
- رئيس المجلس للوحدة الفرعية: S M Habibur Rahman Al Habib
- ضابط الوحدة الفرعية نيرباهي (UNO): মোঃ আলমগীর হোসেন

## التعليم
وفقًا لـ Banglapedia ، تعد Bhanga Pilot High School ، التي تأسست عام 1889، ومدرسة Sadardi الثانوية (1917)، ومدرسة Kalamredha Gobindra الثانوية (1927)، من المدارس الثانوية البارزة. 
- Madhobpur Technical و B,M College
- ثانوية كازي والي الله
- كلية قاضي محبوب الله
- كلية بهانجا موهيلا
- مدرسة كازي شمنسه للبنات
- مدرسة ديورا الثانوية
- مدرسة بهاريليات نسارية الداخلية
- ثانوية سيد زنال عابدين
- مدرسة عبدالاباد الثانوية
- مدرسة Brahmondi الثانوية
- أكاديمية عباد الشمس المثالية
- مدرسة سونامويي الثانوية
- مدرسة شريف أباد الثانوية وكلية
- مدرسة إبتدائية الحكومية Munsurabad
- مدرسة ماليجرام الثانوية
- مدرسة بوليا الثانوية
- مدرسة شرق ساداردي الثانوية
- مدرسة Bhanga التجريبية الثانوية
- مدرسة إبتدائية حكومية Hoglakandi.
- مدرسة Tuzarpur SA الثانوية
- ثانوية حمردي التجريبية